# Thomas Detry
Thomas Detry (Brussel, 13 januari 1993) is een Belgische golfprofessional. Hij neemt deel aan de Europese PGA Tour en de PGA Tour in de Verenigde Staten. In 2025 won Detry met de Phoenix Open als eerste Belg ooit een PGA-toernooi.

## Levensloop
Detry groeide op in Ukkel en werd lid van de nabije golfclub Ravenstein te Tervuren. In juli 2009 deed hij op 16-jarige leeftijd mee aan het ELTK Boys op De Pan, samen met Raphaël Picone, Thomas Pieters, Julien Richelle, Pierre-Alexis Rolland en Cédric van Wassenhove. België eindigde op de vierde plaats en Nederland op de zesde plaats. Detry speelde handicap 0,4 toen hij op Toxandria aankwam voor het Internationaal Jeugd Open. Hij begon met een ronde van 73, en kwam daarmee op de 14de plaats. Daarna volgen er twee rondes van 66, en stond hij aan de leiding met -11. De laatste ronde speelde hij met Darius van Driel (-6) en Robin Kind (-5); hij leek een comfortabele voorsprong te hebben maar kwam op hole 17 gelijk te staan met Robin. Het kwam niet tot een play-off want Robin maakte een bogey op de laatste hole. Detry won met 280 (-8) en verdiende een wildcard voor het KLM Open. Een week later speelde hij namens België op het European Young Masters op Le Golf National in Parijs, samen met Margaux Vanmol, Laura Christiaens en Bertrand Mommaerts. Detry eindigde na drie rondes individueel op de tweede plaats met 215 (-1) slagen, de Brabander Jeroen Krietemeijer van Prise d'Eau won met twee slagen voorsprong. Op het KLM Open scoorde hij de eerste ronde +10 maar de tweede ronde een nette 70. In juli 2015 stond hij nummer 9 op de World Amateur Golf Ranking. Na de GV-Topsportschool studeerde hij aan de University of Illinois Business studies.
Vanaf juni 2016 werd Detry professioneel golfer. In 2024 op de Olympische Zomerspelen van Parijs eindigde hij op een negende plaats.  In de PGA Tour in de Verenigde Staten was hij zeven keer nabij winst met telkens een tweede plaats, totdat hij op 9 februari 2025 de Phoenix Open won. Detry is de eerste Belg ooit die een overwinning binnenhaalde in de PGA Tour-competitie en hij was pas de derde Europeaan die in Arizona won. De overwinningscheque bedroeg 1.656.000 dollar.

## Gewonnen als amateur
- 2007: Kampioenschap van Vlaanderen (Miniemen Jongens)
- 2009: Internationaal Jeugd Open (-8) op Toxandria.
- 2010: Kampioenschap van Vlaanderen (heren)
- 2011: King's Prize (214, -2) op Millennium Golf, inclusief baanrecord van 66.
- 2012: Championnat de Ligue Amateur , Sir Michael Bonallack Trophy, Grand Prix AGF (213) op de Golf du Château de la Bawette
- 2013: Belgian International Amateur (-18) op Royal Antwerpen

## Gewonnen als prof
- 2016: Bridgestone Challenge - Challenge Tour
- 2018: ISPS Handa Melbourne World Cup of Golf
- 2025: Phoenix Open - PGA Tour

## Teams
- European Young Masters (t/m 16 jaar): 2009
- Junior Ryder Cup: 2010
- Europees Landen Team Kampioenschap (U18): 2010 (winnaars), 2015
- Sir Michael Bonallack Trophy: 2012